# 福州大学世界文明研究中心
福州大学世界文明研究中心（俗称西观藏书楼）坐落在福建省福州市福州大学，隶属于福州大学，2003年建成，建立者为汉学家施舟人和其妻子袁冰凌，它是中国第一家西文经典图书馆，仅次于日本。

## 名字由来
施舟人熟谙中国历史文化，他对东汉的东观藏书楼仰慕和钦佩不已，就把他在福州大学建立的图书馆命名为“西观藏书楼”，寓意“西方观景”，福州大学官方名称为“福州大学世界文明研究中心”。

## 选址原因
西观藏书楼始建于福州大学的原因是：其一福州的三坊七巷名人辈出，有林则徐、林纾、严复、冰心，具有深厚的文化积淀；其二施舟人的妻子袁冰凌是福建宁德人。

## 历史
2003年10月25日，西观藏书楼建成，福建省副省长汪毅夫亲自揭牌。

## 藏书规模
西观藏书楼藏书2.5万册，均为西方典籍和汉学著作。西观藏书楼的藏书主要是人文学科的藏书，尤其是欧洲对于远东地区的中国、日本、朝鲜的研究资料，有文献、抄本、珍本、古籍、照片、视听档案等，涉及世界史、国家和地区史、艺术史和考古、文学、哲学、法律等学科，其中1万册是施舟人夫妻的藏书，其他来自于荷兰、美国、法国政府和国际友人的捐赠。

### 典藏珍宝
- 《潮州歌仔册》共计20种51册。[4]

- 《道藏通考》英文版1483种。[1]

## 建筑
西观藏书楼的建筑设计出自于施舟人本人，小到一个窗户，大到一个房间，均是施舟人自己亲自设计。
- 阅览室
- 展览室
- 演讲厅

## 社会反响
2011年，清祥教育基金董事长吴建荣和福州大学签约《关于清祥教育基金资助西观藏书楼的协议书》，出资捐赠给西观藏书楼，辅助购买珍稀典籍和文献。